# Théâtre de Henry Fielding

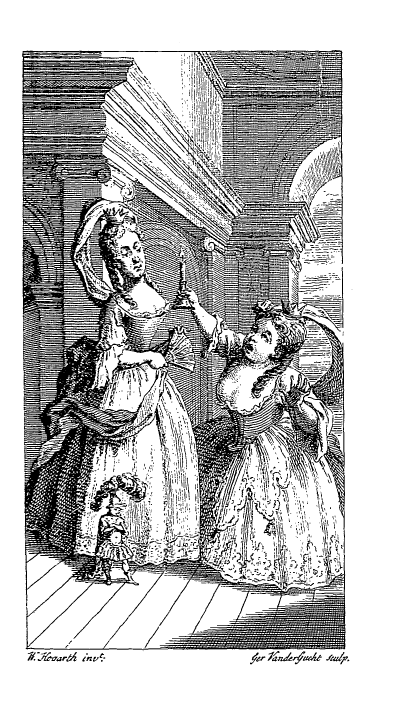
Frontistpiece de The Tragedy of Tragedies par Hogarth.

Henry Fielding (1707-1754) est resté pendant une décennie le dramaturge le plus renommé de son temps. À la fois auteur, metteur en scène et directeur de troupe, il travaille au théâtre royal de Drury Lane ou au Petit Haymarket, et à l’occasion à Goodman's Fields d'Ayliffe Street, Whitechapel. Ses nombreuses signatures, Scriblerus Secundus, MR FIELDING, Le Grand Moghol ou encore Mr Luckless, jalonnent les diverses phases de ses activités scéniques.
Il fait montre d’une rare maîtrise dans l’art satirique dont il a exploré toutes les facettes, auto-dérision, critique burlesque des mœurs, attaques amusées ou sarcastiques contre l’institution du théâtre, saillies virulentes contre le pouvoir et le premier ministre whig Robert Walpole.
L'application du Stage Licencing Act du 21 juin 1737 met un terme brutal à ses activités de dramaturge, ce qui l’oblige à se tourner vers la fiction.
Fielding pratique la comédie de mœurs, portant, avec une ironie aussi insolite que souveraine, la critique des usages de la Restauration jusqu’à son paroxysme. À cette fin, il invente des procédés nouveaux, mélange du sérieux et du comique, présence directe ou déguisée de l'auteur en tant qu’acteur, observateur ou critique loufoque de ses personnages ou de l’action.
Il utilise également le genre de l'opéra-ballade, déjà popularisé par John Gay et Johann Christoph Pepusch en 1728 lors du l’avènement de leur Opéra du gueux.

## La représentation théâtrale auXVIIIesiècle

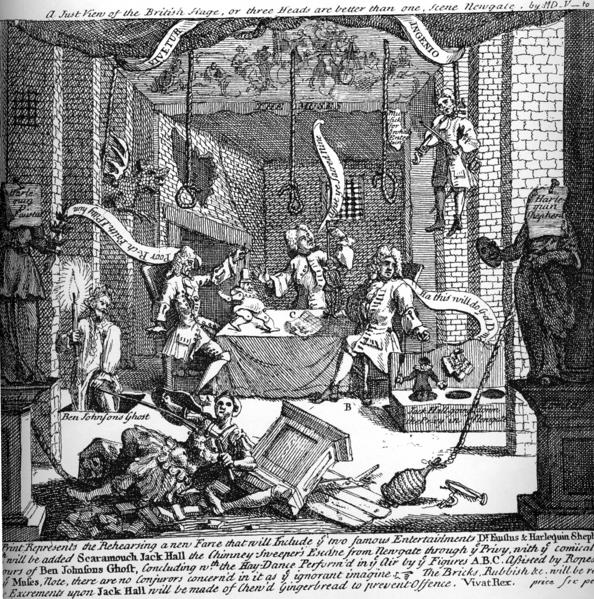
Gravure de Hogarth, A Just View of the English Stage. Pour faire concurrence au producteur Claude Rich à Drury Lane, Robert Wilks, Colley Cibber, Barton Booth répètent une pantomime avec des marionnettes, représentant la mise à sac d'un cabinet de toilette dans une prison. NB : les articles de toilette éparpillées et le papier réservé à cet effet portent l'inscription Hamlet et Way of the World.

À la simple lecture d'une pièce écrite au XVIIIe siècle, il est difficile de s'imaginer les conditions d'une représentation. C'est avant tout un événement social au cours duquel les acteurs doivent rivaliser d'efforts pour captiver l'attention des spectateurs, eux-mêmes en pleine lumière, si bien que la limite entre la scène et la salle n'est pas clairement définie. D'ailleurs, les gens les plus fortunés peuvent avoir un siège derrière le rideau : les spectateurs se déplacent sans cesse, bavardent avec leurs amis ou s'adressent directement aux acteurs, surtout s'ils ont le privilège d'être  à leur côté. Il n'est pas rare que le spectacle sombre dans le chaos si la pièce est mal appréciée : alors, les sarcasmes et les insultes volent à travers la salle, comme les pommes, les oranges, les pommes de terre ou autres bouteilles de bière (pint bottles).
La pièce est précédée par un morceau de musique joué par un orchestre et, en guise d'interlude, toutes sortes de jeux sont proposés, acrobaties, montre de chiens, chants, puis, pour clore le spectacle, un autre concert. Les prostituées ne sont pas loin et même se promènent dans la salle pour exhiber leurs charmes, parfois en vendant des oranges aux membres du public, d'où leur nom de orange wenches (« Garces aux oranges »). Des versions imprimées de la pièce sont en vente, mais seuls les gens fortunés peuvent se les offrir, soit en feuillets séparés, soit sous forme de fascicules brochés. C'est aussi l'époque où, pour la première fois dans l'histoire du théâtre, certains acteurs acquièrent le statut de star : tel est le cas de David Garrick qu'exploitent les marchands du temple en faisant commerce de coffrets en porcelaine, de statuettes, de portraits, d'estampes, etc. à son effigie, d'autant plus appréciés qu'il est représenté en costume de scène, alors qu'avant lui, les représentations se faisaient en habits contemporains.
Telle est l'ambiance dans laquelle les pièces de Fielding ont été représentées, et leur bondissante variété n'a pu qu'amplifier l'ardeur enthousiaste et bruyante du public.

## Les premières pièces de Fielding
La production théâtrale de Fielding peut être classée en deux périodes, l'une allant de 1727 à 1732, la plus féconde, puis une autre de 1732 à 1737, de plus en plus politique, avec en particulier The Historical Register de 1736 qui a précipité la mise en œuvre du Licensing Act de 1737, la loi sur la censure.

### 1727-1728
Love in Several Masques « L'Amour sous plusieurs masques ») date du 16 février 1728 et ne fut jouée que quatre soirées, performance relativement satisfaisante pour un premier essai. L'action présente des types de personnages dont Fielding allait se servir tout au long de sa carrière théâtrale et concerne la conduite des hommes avant le mariage, posant le problème du libertinage face à la morale.
Don Quixote in England (« Don Quichotte en Angleterre ») est considérée comme sa deuxième pièce mais n'a été terminée et produite qu'en 1734 au Théâtre de Drury Lane. The Wedding Day (« Le Jour du mariage ») subit à peu près le même sort, commencée à l'université de Leyde mais refusée par le directeur John Rich, enfin terminée et publiée, puis mise en scène par David Garrick, mais bien tard, alors que Fielding est romancier, en 1743.

### 1729–1730
The Temple Beau (« Le Dandy du temple »), quatrième pièce de Fielding, a été écrite d'avril à décembre 1729. Rejetée par son premier théâtre, la pièce a dû émigrer dans une nouvelle salle où elle a tenu l'affiche pendant treize soirées au cours de sa première année. Elle concerne un jeune étudiant en droit, Wilding, qui abandonne ses études pour partir à la recherche du plaisir et séduire une femme fortunée. Fielding en profite pour fustiger l'hypocrisie et recommander l'égalité des partenaires dans le mariage.
The Author's Farce and the Pleasures of the Town (« La Farce de l'auteur, ou Les Plaisirs de la ville »), la cinquième pièce, commença sa carrière le 30 mars 1730 au petit théâtre du Haymarket et obtient un beau succès avec plus de quarante représentations. Fielding y commente entre autres le rejet de ses œuvres par le théâtre de Drury Lane. Le troisième acte est un spectacle de marionnettes moquant certaines des pratiques du théâtre et de la communauté littéraire. Reprise dans sa version originale plusieurs fois, puis avec un théâtre de marionnettes, l'action tourne autour de Harry Luckless, auteur qui, pour promouvoir sa carrière littéraire, poursuit les femmes de ses assiduités, évite sa propriétaire et finit par incorporer un autre spectacle au spectacle. C'est à cette occasion que Fielding adopte son persona Scriblerus Secundus.
Tom Thumb (« Tom Pouce »), sixième pièce de Fielding, a été ajoutée à la neuvième représentation de The Author's Farce  le 24 avril 1730, programme qui tint l'affiche au Haymarket jusqu'à ce que paraisse Rape upon Rape (« Viol après viol »). Tom Thumb se trouva ensuite incorporée à d'autres productions, Rape upon Rape incluse, puis transformée en The Tragedy of Tragedies (« la Tragédie des tragédies »). L'édition imprimée adopte le style dont Fielding allait se faire le champion dans ses romans, avec des notes, des préfaces et prologues, des annotations, etc.. Le jeune Tom Thumb, de toute petite taille, met une troupe de géants en déroute, ce qui lui vaut de la part du roi Arthur une belle récompense qui tourne mal, puisqu'elle conduit à une relation amoureuse triangulaire entre Tom, la reine Dollalolla, épouse d'Arthur, et la géante Huncamunca, leur fille. Tom finit par mourir avalé par une vache, mais peu après son fantôme resurgit pour mourir à son tour, scène réputée avoir réalisé une rare prouesse, faire rire Swift. Tom Thumb est une farce moquant les théâtres et la tragédie des XVII et XVIIIe siècles,.
La septième pièce s'intitule Rape upon Rape; or, The Justice Caught in His Own Trap (« Viol après viol, ou la justice prise à son propre piège ») : c'est une comédie en cinq actes jouée pour la première fois le 23 juin 1730 au petit théâtre et reprise pendant huit soirées. Ensuite renommée The Coffee-House Politician (« le Politicien du café »), elle fut constamment réadaptée pour suivre l'actualité politique. Elle traite d'une histoire d'amour avec un juge corrompu qui s'efforce de barrer la route du soupirant ; plusieurs personnages s'emploient à le maîtriser, mais c'est lui qui triomphe, quoique comiquement et dans le ridicule, ce qui met d'autant en lumière ses activités véreuses, miroir de l'action du gouvernement et de tous les gens de pouvoir usant de leurs prérogatives pour obtenir des passe-droit et agir en toute impunité selon leur bon vouloir.

### 1731
The Tragedy of Tragedies (« La Tragédie des tragédies ») a été jouée pour la première fois le 24 mars 1731. La version imprimée a été revue et corrigée, avec moult commentaires sous le pseudonyme H. Scriblerus Secundus qui prétend ne pas en être l'auteur. Peu de changements ont été effectués par rapport à Tom Thumb dont elle est issue, si ce n'est que Grizzle devient le rival de Tom pour le cœur de Huncamunca et que le héros ne trouve pas la mort, si bien qu'il peut élimer son rival. La satire se porte sur la langue et le style tragiques qui se voient brocardés pour leurs insuffisances, leur manque de correction et leur emphase ridicule.
The Letter Writers Or, a New Way to Keep a Wife at Home (Les Correspondants, ou Nouvelle manière de garder une femme chez soi), neuvième pièce de Fielding, a été un semi-échec, n'ayant tenu l'affiche que quatre soirées aux côtés de The Tragedy of Tragedies, mais se trouva vite remplacée le 2 avril 1731, par The Welsh Opera (« L'Opéra gallois »). Elle concerne deux personnages aux épouses volages et leurs efforts pour les ramener à la fidélité, l'action se déroulant sans leçon morale et dans le pardon. Dixième pièce et nouvelle compagne de The Tragedy of Tragedies, The Welsh Opera(« L'Opéra gallois »), a eu une belle carrière, puis s'est vue transformée en The Grub-Street Opera (« L'Opéra de Grub-Street »), non jouée, sans doute par intervention gouvernementale, bien qu'ayant fait l'objet d'une répétition en mai 1731, ce qui a incité l'éditeur E. Rayner à la publier sans le consentement de Fielding. Cette pièce a une double fonction : elle rend grâce aux scriblériens, en particulier à John Gay et son Opéra du Gueux, et met en scène une allégorie brocardant le gouvernement de Robert Walpole et la monarchie britannique, s'acharnant en particulier sur la rivalité opposant Walpole et William Pulteney, conseiller du roi (Privy Councillor). L'action se rapproche des histoires d'amour conventionnelles, mais avec des personnages faisant montre de tendances n'ayant que peu à voir avec la vertu, et de ce fait, constitue une nouvelle satire du théâtre. Le titre est une pique adressée au  Grub Street Journal (« Le Journal de Grub Street »).

### 1732

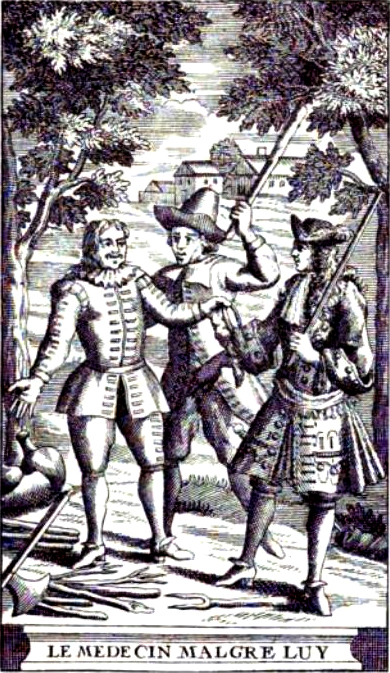
Le Médecin malgré lui, Sganarelle face à Valère et Lucas (acte I, scène 5), gravure de l’édition de 1719.

Après le retour de Fielding au  théâtre royal de Drury Lane, il écrit The Lottery (« La Loterie »), donnée le 1er janvier 1732 avec Cato  (« Caton ») d'Addison. La pièce est reprise quinze fois au cours du même mois, puis remaniée en février pour une autre série de quatorze représentations. Rejouée chaque année jusqu'en 1740 et même après 1783, elle compte parmi les plus populaires de Fielding. L'histoire paraît pourtant banale : Chloe a l'intention de jouer à la loterie, mais ce thème incite la verve de Fielding à exercer sa satire envers cette institution londonienne et ses adeptes.
Treizième pièce, The Modern Husband (« Le Mari moderne ») est jouée le 14 février 1732 et reste à l'affiche treize soirées de suite. Elle concerne un personnage masculin qui vend sa femme, occasion pour Fielding de dénoncer les abus de la loi sur l'adultère. La pauvreté de l'intrigue explique mal la popularité de cette comédie qui apporta un substantiel bénéfice au point de permettre une représentation de gala au bénéfice d'une cause caritative le 2 mars 1732. Elle ne doit de ne point avoir été reprise plus tard qu'au décès des acteurs principaux et à la difficulté de réunir une nouvelle équipe pour la réinterpréter.
The Old Debauchees (« Les Vieux Débauchés »), d'abord intitulée The Despairing Debauchee (« Le Débauché au désespoir »), a été jouée avec The Covent-Garden Tragedy (« La Tragédie de Covent-Garden ») le 1er juin 1732 ; reprise six fois de suite, elle est ensuite associée à The Mock Doctor (« Le Faux docteur »). Plus tard reprise pour attaquer les catholiques pendant la crise avec les Stuarts de 1745-1746, elle s'inspire du procès de Père Girard, jésuite accusé d'avoir fait usage de magie pour séduire une jeune fille et abuser d'elle. La critique est assez sévère à ce sujet, car les attaques anti-catholiques s'exercent, semble-t-il, au détriment de l'humour général de la pièce.
Bien que The Covent-Garden Tragedy ait été jouée avec The Old Debauchees, elle ne connaît pas le succès escompté, sans doute parce qu'elle est située dans un bordel, et est vite abandonnée,. Elle a plus tard été reprise pour quatre soirées avec Don Quixote in England (« Don Quichotte en Angleterre »), une fois en solo en 1734, et quelques autres représentations eurent lieu au cours du siècle, dont une sous la forme d'un spectacle de marionnettes.
La seizième pièce de Fielding, The Mock Doctor (« Le Pseudo-médecin »), remplace vite The Covent-Garden Tragedy comme compagne de  The Old Debauchees ; il s'agit d'une adaptation du Médecin malgré lui de Molière, produite le 21 juin 1732, puis révisée avec le même succès en fin d'année. Il s'agit d'une affaire de dupes, la jeune héroïne simulant une perte de la parole pour éviter l'homme auquel on veut la marier tandis que le médecin qui la soigne est lui aussi un simulateur,.

### Les dernières pièces
Elles datent de 1736 et surtout 1737. Fielding s'est détourné de l'humour bon-enfant de ses débuts, celui de The Author's Farce et, désormais, il s'en prend avec virulence et sur un ton sarcastique, aux structures hégémoniques du théâtre et au gouvernement. Trois pièces, en particulier, attirent la vindicte officielle : The Historical Register for the Year 1736 (Annales historiques de 1736) séquence de scènes raillant un groupe de politiciens aux décisions arbitraires et erratiques ; un mois après arrive Eurydice Hiss'd (« Eurydice sifflée »), d'abord écho amusant de l'échec connu par Eurydice, d'où son titre, mais bientôt pièce jumelle de la précédente et ajoutant encore à la critique. Enfin, The Rump (« Le Croupion »), dont la paternité reste obscure mais le plus souvent attribuée à Fielding, satire amère et mordante remise anonymement à un acteur irlandais de Dublin, Henry Giffard, qui s'empresse de la transmettre à Walpole, ce qui précipite l'adoption de la loi sur la censure de 1737.

## Commentaires
Le Stage Licencing Act est en effet une loi de censure, rappelant d'abord que les acteurs sont toujours considérés comme des vagabonds et qu'à ce titre, ils sont passibles de poursuites et d'emprisonnement ; de plus, pour faire taire les auteurs irrévérencieux, le Lord Chambellan a tout pouvoir pour interdire une représentation théâtrale et toute nouvelle pièce ou modification apportée à un texte ancien ; prologues, épilogues, etc. doivent recevoir son autorisation préalable.

### LeStage Licencing Act

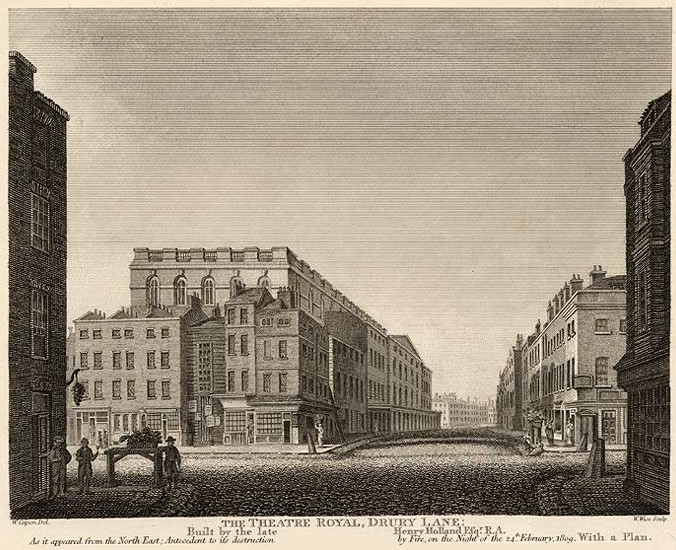
Le Théâtre de Drury Lane en 1809 (d'après une gravure de 1811).

Pour beaucoup de contemporains, cette initiative gouvernementale a été interprétée comme une mesure ad hominem commanditée par un premier ministre blessé voulant abattre un homme seul. La réalité est sans doute plus complexe, mais c'est bien Fielding qui semble avoir grandement contribué à l'irritation gouvernementale. D'ailleurs, James Harris le laisse paraître à son insu lorsqu'il décrit son théâtre comme d'une amplitude aristophanique : « scènes de fantaisie et d'humour allégoriques, images de la vie, de l'extravagance et de la nature, l'humour à des sommets inimaginables, où se mêlent à l'occasion un mélange de sarcasme et de satire personnelle, concernant nos gouvernants et leurs mesures »,,. Ce sont justement ces occasionnelles saillies de sarcasme qui se sont trouvées en cause, certes dans la série Pasquin (mars 1736) et The Historical Register for the Year 1736 (mars 1737) que James Harris a à l'esprit, mais même dans des pièces plus précoces, où des esprits pointilleux et partisans se sont évertués à décoder des allusions incendiaires qui ne s'y trouvaient pas. Le mythe réducteur d'un Fielding satiriste ayant pour seul thème son opposition au pouvoir s'est confirmé et une tradition critique a fait tourner toute l'œuvre théâtrale de Fielding autour de la loi de censure de 1737, alors qu'une autre, au contraire, y a vu le moteur principal de la mutation radicale qui l'a changé en auteur de fiction, événement autrement important pour la littérature.

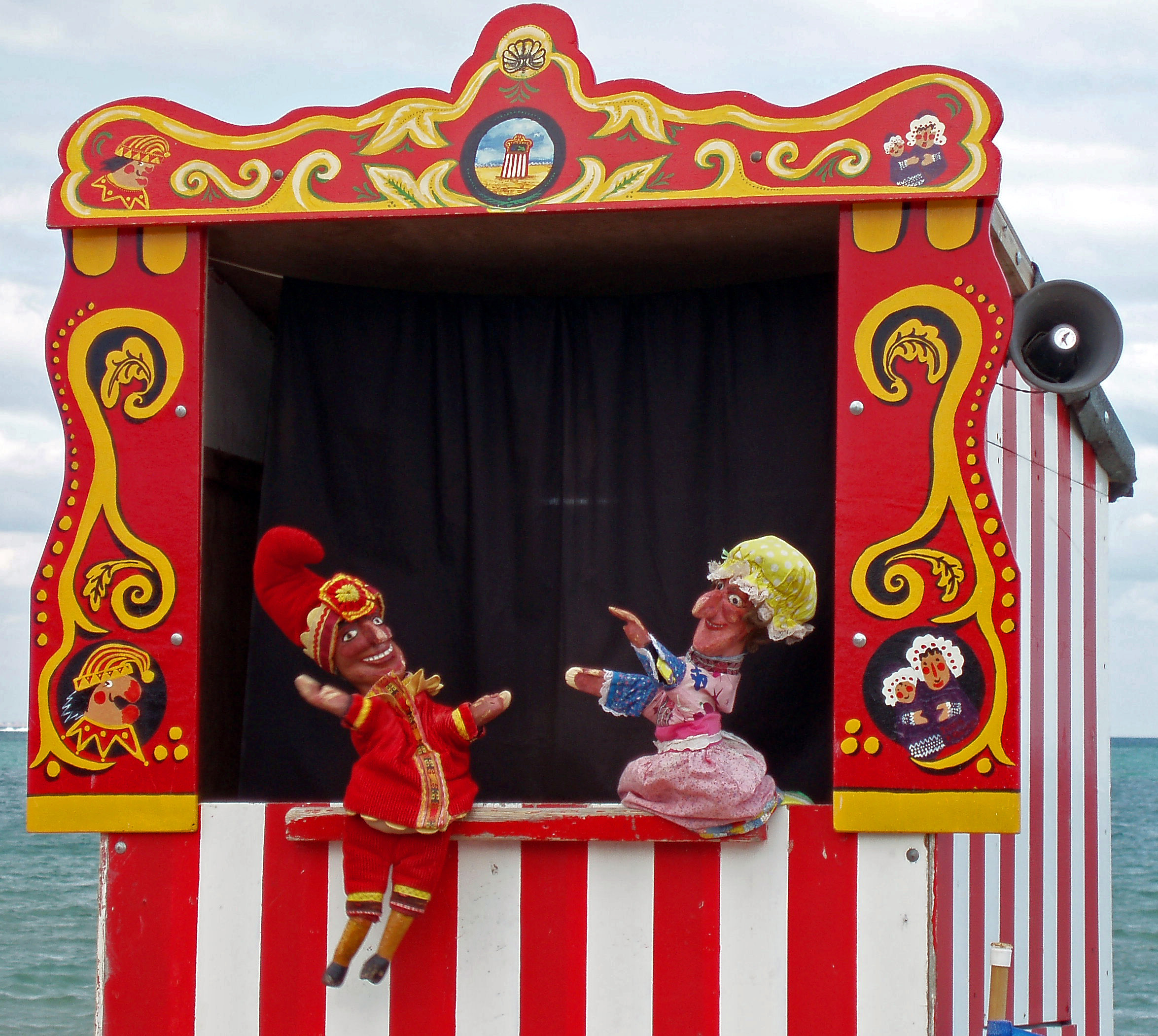
Théâtre de marionnettes de Punch et Judy.

De fait, pour Arthur Murphy, autre biographe contemporain, Fielding s'était fourvoyé dans un mauvais genre, ses pièces s'avérant trop compliquées pour l'économie de théâtre, s'appuyant sur des modes d'humour trop subtils pour passer la rampe. Cette attitude perdure, par exemple avec J. Paul Hunter, qui écrit en 1975 que « sa séparation d'avec le théâtre fut forcée, mais cette expulsion s'avéra bénéfique, le libérant d'une charge et d'un commerce artistique qu'il avait toujours exercés à contre-courant de sa nature »,,. Selon cette dernière optique, les pièces de Fielding auraient été des œuvres d'apprentissage, en somme de peu d'importance au regard de leur résultat fictionnel, à la fois sources et prototypes pour les procédés scéniques, les éléments de farce et l'habileté dramatique qu'ils déploient.
Tel n'était pas l'avis de l'intéressé qui, même après avoir écrit Joseph Andrews, fit de sporadiques tentatives pour retourner à la scène, en 1742-1743 avec deux comédies inédites qu'il polit pour le théâtre de Drury Lane, et derechef juste avant Histoire de Tom Jones, enfant trouvé, un spectacle de marionnettes où la satire sociale se panachait avec la farce - coups de trique, bottages de fesses, pets, chants, batailles - typique de la tradition de Punch et Judy.

### La vitalité du théâtre de Fielding
« Vitale » est l'adjectif qu'emploie Thomas Keymer pour qualifier cette partie de l'œuvre de Fielding : ses pièces constituent un corpus en soi, dépassant de loin le simple aspect politico-satirique et représentant, avant le fatal Licensing Act, la force dominante du théâtre en Angleterre pendant sa plus féconde et originale décennie. De 1727 à 1737, pas moins de vingt-quatre pièces avaient été écrites, jouées et publiées. Si on y ajoute les trois qui suivirent après 1737 et trois autres qui avaient été remises sur le chantier, on arrive à un total de vingt-neuf pièces originales, touchant à tous les genres, souvent combinés, la comédie traditionnelle, la tragédie burlesque, la satire de mœurs, la farce, l'opéra-ballade, la pantomime burlesque (mock pantomime), la pièce dérisoirement autocritique dite « de répétition » (rehearsal play), comme The Rehearsal (« La Répétition ») de George Villiers (2e duc de Buckingham), 1671, tournant en dérision le genre du drame héroïque, en particulier La Conquête de Grenade de John Dryden, imitée par Henry Fielding dans Tom Pouce le Grand (Tom Thumb the Great),. Bref, Hume écrit en substance que, de 1728 à 1737, Fielding a dominé la scène londonienne comme jamais depuis le règne de Dryden,.
Son rythme de travail est devenu légendaire, des éruptions de créativité lors de longues nuits enfumées après des mois d'oisiveté, souvent dans les tavernes de la ville, d'où surgissent pièces après pièces griffonnées sur des emballages de tabac souillés, le tout dans une ambiance trouble de rivalité entre les théâtres, de décisions arbitraires de la part des administrateurs, de salles parfois turbulentes si ce n'est déchaînées. De temps à autre, il se réfugie dans d'obscures salles à la frange de Londres, mais de tout ce tumulte, semble-t-il, au-delà du tracas quotidien, il fait son miel en des pièces satiriques telles que The Author's Farce jouée le 30 mars 1730, avant d'échapper à la tyrannie des directeurs en fondant sa propre compagnie.

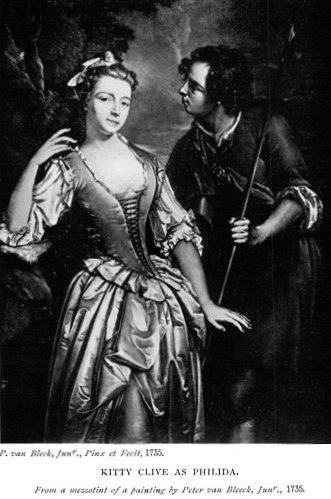
1735 : Kitty Clive interprétant Philida.

Son expertise professionnelle se manifeste aussi dans l'exhaustive exploitation des ressources offertes par le théâtre, ce qui a incité G. B. Shaw à le comparer à Shakespeare. Par exemple, il sait choisir ses acteurs, en particulier la célèbre Kitty (Ratford) Clive, pour qui il compose sur mesure pas moins de dix pièces de 1732 à 1742 ; il crée ou met à profit de nouvelles formes dramatiques et s'adapte au dernier cri de la mode théâtrale, souvent d'ailleurs pour le parodier ; il se sert beaucoup de divertissements d'après pièce, les Afterpiece, spectacles complémentaires donnés après une grande œuvre théâtrale, courtes comédies, farces ou pantomimes, qu'il relie souvent à l'action principale. Capable de toutes les métamorphoses, il adapte son style aux différents publics, ne rédigeant souvent que de brefs canevas destinés à s'enrichir de répétition en répétition au gré des improvisations.

### Une attitude frondeuse, mais opportuniste

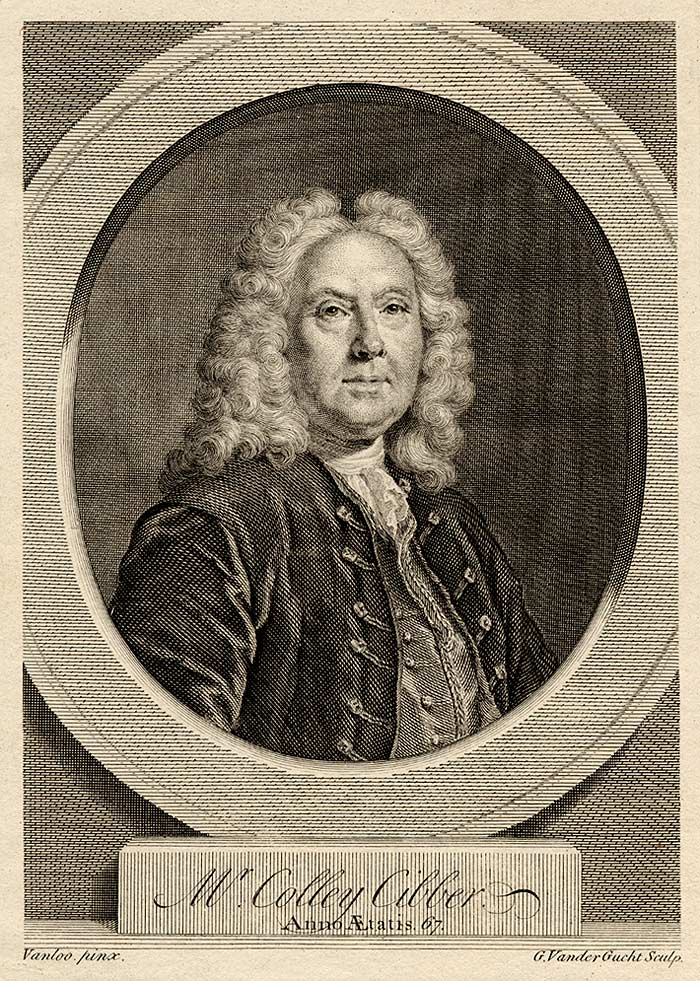
Colley Cibber.

Au départ, Fielding se présente avec une feinte ou prudente modestie.

#### Le gentleman amateur: «Mr FIELDING»
La version imprimée de sa première pièce, Love in Several Masques, qui, comme l'indique son titre, tourne autour des poses, des ruses et des subterfuges de l'amour, le nom de l'auteur s'annonce comme celui d'un gentleman amateur, Mr FIELDING, majuscules qu'ornent une voyante dédicace à sa noble cousine Lady Mary Wortley Montagu et une préface où il se prétend « une plume sans expérience et malhabile » (A raw and inexperiended Pen), mais ajoute aussitôt une parenthèse retournant la proposition : « car je pense pouvoir m'enorgueillir d'être le plus jeune ayant apparu à la scène »,. D'emblée, il s'inscrit donc dans la lignée des Wycherley et Congreve, se compte parmi les populaires John Gay ou Colley Cibber et affiche son ambition de les égaler, voire de les surpasser. D'ailleurs, sa deuxième comédie, The Temple Beau (janvier 1730), entonne un refrain encore plus explicite : « Ma présente expérience scénique risque fort de m'ouvrir la voie de la renommée » (This our Stage may be the Road to Fame).

#### Le Fielding scriblérien
Ce départ en fanfare s'avère opportun mais a contrario, car les nouvelles pièces de Cibber (The Provok'd Husband) (« Le Mari provoqué ») et Gay (The Beggar's Opera) (L'Opéra du gueux) tiennent la scène à Drury Lane et Lincoln's Inn Fields avec un tel éclat et une telle originalité que celles de Fielding paraissent bien démodées. Il lui faudra encore quelques pièces traditionnelles en cinq actes laborieusement reçues et, à son retour de l'université de Leyde en 1729, certains manuscrits boudés par les directeurs de salles en raison de leur facture néo-classique, pour qu'il inaugure une manière originale que traduit aussitôt le changement de nom : MR FIELDING s'efface et Scriblerus Secundus , parfois associé à Mr Luckless (« M. Pas de chance ») (The Author's Farce) prennent le relais en mars 1730 au petit théâtre du Haymarket, cette fois avec une approche satirique digne des Pope, Swift et Gay. « Le paradoxe veut qu'en quittant des modes prestigieux pour se tourner vers le drame populaire, Fielding opère une véritable percée dans sa création, donnant libre cours à son génie qui s'affranchit des contraintes conventionnelles pour une scène plus librement tumultueuse »,.
Par exemple, The Author's Farce passe de cinq à trois actes, les deux premiers exposant et portant l'action à sa crise, le dernier la résolvant en un feu d'artifice de pirouettes burlesques avec ballades, marionnettes, pitreries rivalisant de saillies ironiques sur l'art même de la scène, y compris celui de Cibber, revu et corrigé en Sir Farcical Comick. De telles parodies des amusements à la mode populaire engagent à participer de leurs joyeuses absurdités, et Fielding conservera ce schéma jusqu'à la fin de son aventure théâtrale, notamment dans son Tumble-Down Dick  (« Dick le dégringoleur ») d'avril 1736, parodiant tout en les reproduisant, les extravagances de la pantomime,. Là, écrit Keymer, « Fielding annonce le modernisme de Pirandello ou de Ionesco, et le théâtre de l'absurde »,,.

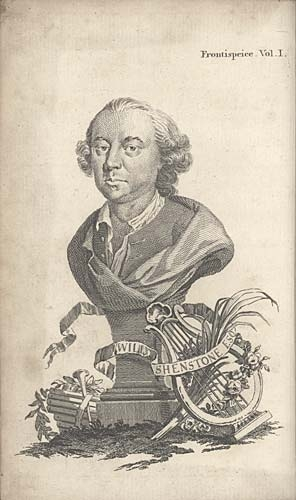
William Shenstone, poète et jardinier.

Deux pièces représentent au mieux l'ambivalence de la satire fieldienne pendant la phase scriblérienne du petit Haymarket, Tom Thumb (« Tom Pouce ») d'avril 1730 et son extrapolation The Tragedy of Tragedies (« La Tragédie des tragédies ») de mars 1731. D'après Keymer, Tom Thumb « fait pour la grande littérature ce que The Author's Farce fait pour la petite »,. Tom Thumb adopte un style pompeusement tragique pour ridiculiser la grandiloquence du genre tout en exposant la futilité des sujets traités, symbolisée par la taille minuscule du héros. Ce qui domine, cependant, reste l'incongruité, le non sens, la verve burlesque, que certains contemporains ont reprochés à Fielding, l'accusant de pratique lui-même ce qu'il prétend dénoncer : si William Shenstone comprend qu'il s'agit-là de parodie, d'autres, tel Scriblerus Tertius, sans doute Thomas Cooke, futur ami de Fielding, parle d'une œuvre écrite par un « plagiaire alcoolisé et couvert de chique […] ayant chassé toute raison de la scène »,. La Tragédie des tragédies, d'abord extension de Tom Thumb, qui a tenu la scène quinze soirées durant dès la première saison, ensuite reprise par Frances Burney incarnant la géante fiancée Huncamunca en 1777 et par la famille de Jane Austen à Steventon en 1788. Le texte écrit surtout a attiré l'attention, la bouffonnerie la plus significative s'étalant en une jungle d'annotations jetées autour du texte par divers persona de Fielding, des sources fantaisistes, des analogies incongrues, des citations farfelues, de John Dryden par exemple, bref tout un attirail pseudo-savant rappelant la technique de Pope dans Dunciad Variorum (1729. Ce paratexte, souvent présenté sous la signature de Mr P… ou Mr F…, est en réalité de la main de Fielding, qui s'en donne à cœur joie, paraphrasant James Thomson qui dans Sophonisba (1730, fait dire « Oh! Sophonisba, Oh! Sophonisba! », ici retrouvé en « Oh! Huncamunca, Oh! Huncamunca! Oh! La moue de tes seins, tels des timbales de cuivre / Fais résonner à jamais l'alarme à la joie ! » et ajoutant d'un ton éloquemment terne : « Ce vers sublime […] mérite d'être gravé en lettres d'or »,. Jeu parodique à réverbérations ici, car comme le note Lockwood, de Thomson Fielding passe subrepticement à Benjamin Martyn qui, dans son Timoleon de 1730 commet « Seins qui soupirent […] battant les alarmes de la joie »,, et, par l'emploi de moue, fait peut-être écho à The Plain Dealer de Wycherley : « ces infaillibles preuves, ses seins d'une moue gonflée »,.

#### Le retour de «Mr FIELDING»
Lors de la saison 1730-1731, Fielding cesse de se référer au Scriblerus Club, auquel il n'a jamais entièrement adhéré, bien que considéré par ses membres comme l'un des leurs, en particulier par Pope. La colère de Walpole se déchaîne contre The Fall of Mortimer (« La Chute de Mortimer ») (1731), sans doute due à l'amant de Eliza Haywood, pièce historique contenant d'évidentes allusions au gouvernement, qui se trouve alors interdite, qualifiée par le grand jury du 7 juillet 1731 de « fausse, infâme, scandaleuse, séditieuse, susceptible d'être poursuivie pour trahison »,. Fielding sent alors qu'il lui faut prendre quelque distance, d'autant que son Welsh Opera n'est pas exempt de critiques, et il va même jusqu'à se rapprocher du pouvoir, dédiant son The Modern Husband (« Le Mari moderne ») au premier ministre. Il retourne alors au théâtre de Drury Lane qu'il ne quittera plus, non plus Scriblerus Secundus, mais HENRY FIELDING, Esq., ce qui lui vaut les quolibets de certains correspondants du Grub-Street Journal soutenanr l'opposition, en particulier un surnommé Prosaicus qui y voit une concession au théâtre alimentaire. Désormais, écrit Fielding dans le prologue de The Modern Husband, il entend se consacrer à la comédie sérieuse et morale, « la scène [étant] destinée à divertir, instruire et amender l'espèce humaine »,. La pièce, en effet, est une sombre satire sur le cynisme et l'adultère prévalant dans le beau monde qui atteint à des sommets du didactisme annoncé jusqu'à en devenir parfois lassante.
Heureusement, c'est aussi l'époque où Fielding se consacre aux adaptations du théâtre de Molière avec The Mock Doctor (Le Médecin malgré lui), The Miser (L'Avare), donnés en 1732 et 1733, ce qui, d'ailleurs, déclenche aussitôt une satire anonyme où il se voit traité de « Molière anglais » solitaire, se croyant « dépositaire de l'esprit et de la vertu en une période où le théâtre s'adonne à la gaieté et à la légèreté »,,.
Les pièces qui suivent, The Old Debauchees, The Covent-Garden Tragedy, retrouvent quelques relents burlesques de la période scriblérienne tout en rompant encore plus ouvertement avec les conventions de bienséance propres à la scène, avec le lupanar comme décor, des prostituées et des voyous comme personnages. D'après Keymer, la plus intéressante production théâtrale de Fielding à l'époque est sans doute Deborah d'avril 1733, aujourd'hui perdue, conçue en complément de L'Avare, parodie burlesque d'un oratorio de Georg Friedrich Haendel, peut-être assaisonnée d'allusions politiques. En termes de popularité et de rémunération, Fielding reste au zénith et, par exemple, The Modern Aspect (« L'Aspect moderne ») lui rapporte cinq fois la somme qui lui sera allouée une décennie plus tard, et qu'il juge alors fort généreuse, pour Joseph Andrews,.

#### La dernière phase: la débauche imaginative et satirique du «Grand Moghol»

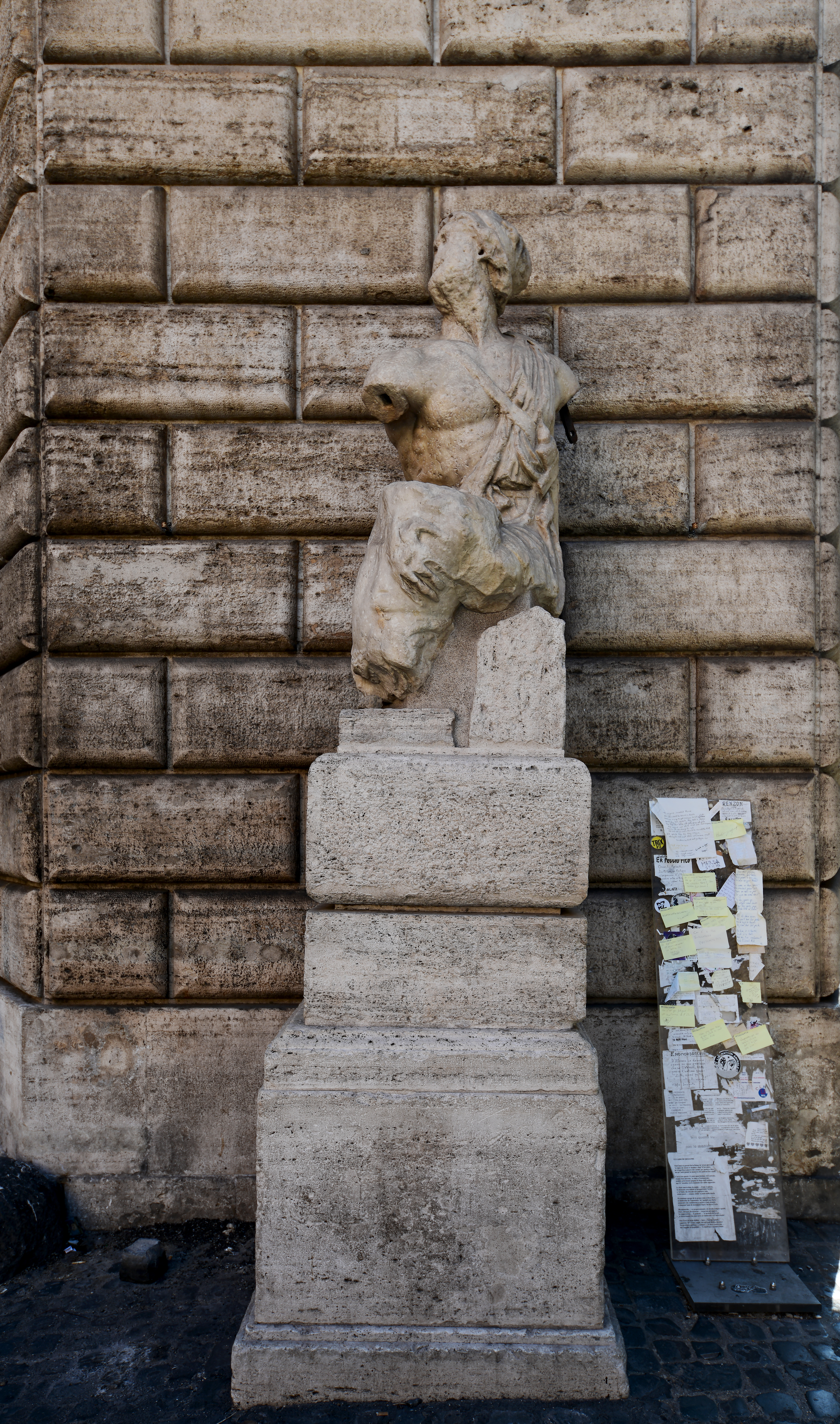
La statue Pasquino, avec sur le socle, des tracts protestataires.

À ce stade, Fielding semble avoir trouvé une voie médiane parfaite, juxtaposant le didactisme au burlesque, ce qui plaît aux goûts disparates du public londonien venu de tous les horizons. Mais en avril 1734 est jouée Don Quichotte en Angleterre, où se rencontre un dramaturge s'identifiant comme « L'Auteur » qui jette le doute sur les promesses proférées dans les prologues en clamant son exigence de liberté : « À quoi sert le menu précédant des réjouissances où les invités n'ont pas la faculté de choisir ce qui leur plaît et se trouvent dans l'obligation d'avaler le tout sans distinction ? »,,,.
De fait, certaines pièces se voient rafraîchies par l'incorporation d'éléments inspirés par l'actualité : tel est le cas de Tom Thumb, The Welsh Opera, The Lottery, même de l'ancienne The Author's Farce. D'abord, les saillies satiriques visent aussi bien le pouvoir que l'opposition, mais l'avènement de Pasquin; A Dramatic Satire On The Times, signée « Henry Fielding, Esq. » et jouée en première le 5 mars 1736 au petit Haymarket, semble bien loin de la prudence des années 1734-1735, prélude à deux saisons où l'imagination se débride comme si plus rien n'était à perdre et tout à gagner. Le titre est emprunté à une statue de l'antiquité romaine sur le socle de laquelle les badauds anonymes écrivaient la nuit des remarques satiriques sur les grands personnages et l'actualité politique,,.
Les revenus qu'apporte le théâtre vont déclinant, peut-être 100 £ par an pour Fielding, et probablement moins en 1734-1735. Avec le nouveau genre qu'inaugure Pasquin, la répétition de la pièce à l'intérieur de la pièce, il espère renflouer les caisses, celle du théâtre et la sienne. Là, en effet, il revient à une formule à succès utilisée à la fin du XVIIe siècle par le duc de Buckingham et al qui, en 1671 raille le sentencieux Dryden et, au-delà, la tragédie de la Restauration dans La Répétition (The Rehearsal) : deux pièces sont répétées devant leurs auteurs et un critique, et les thèmes évoqués, la corruption des élections, le meurtre allégorique du « Roi Bon Sens » (Queen Common Sense), etc. sont à la fois exposés et compliqués par les commentaires parfois à propos, mais le plus souvent inappropriés et brouillons des auteurs-observateurs,.
Première cible de Fielding qui reste au petit Haymarket en tant qu'auteur, metteur en scène et directeur de sa petite compagnie, le théâtre lui-même, les lieux comme les sujets : Tumble-Down Dick; or Phaeton in the Suds, réécrit de façon burlesque une pantomime à succès, The Fall of Phaeton; or Harlequin, a Captive (« La Chute de Phaéton, ou Harlequin captif ») de Pritchard, ou parodie des pantomimes de bas étage produites par John Rich dans sa nouvelle salle de Covent Garden ; The Historical Register for the Year 1736 évoque, entre autres, « la platitude, la flagornerie, l'hypocrisie, les fausses promesses, le travail de sape » du monde de la scène,; d'où les railleries ironiques adressées aux gérants et à leurs méthodes. Cette fois, Fielding s'est choisi un autre pseudonyme, ironiquement autocratique, The Great Mogul (« Le Grand Moghol »), qui apparaît pour la première fois le 24 février 1736 dans une réclame concernant Pasquin, « par la troupe de comédiens anglais du Grand Moghol »,,.

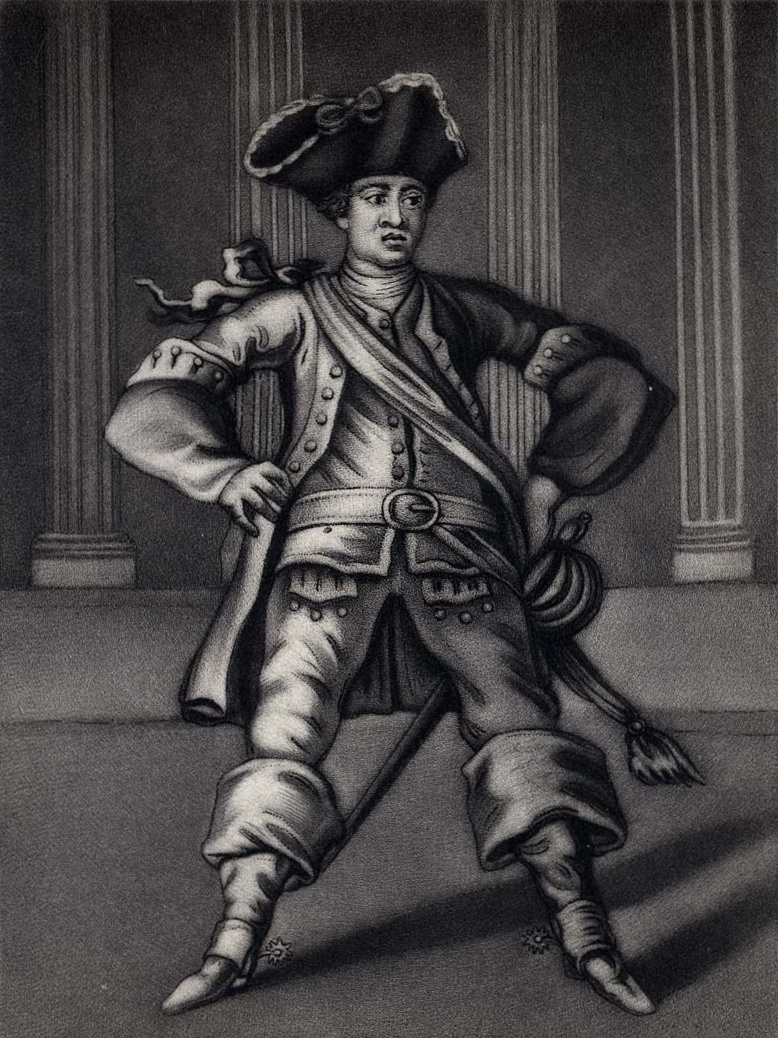
Theophilus Cibber en 1759.

Deuxième cible, la corruption politique et les abus du pouvoir : innuendos, messages codés ou campagne ouverte, les pièces accablent de leur satire une société vouée aux transactions commerciales, qu'elles concernent des objets ou des personnes, tous considérés comme des biens ; le théâtre n'est que le reflet du monde, le plagiat de l'un faisant écho aux détournements de l'autre, la politique n'étant qu'une farce, petite ou grande selon qu'on est humble saltimbanque ou personnage important,. Le dictateur mercenaire de Drury Lane, Theophilus Cibber, fils du célèbre Colley Cibber, n'est que la miniature de maître du théâtre politique de Westminster. Ajouté à la version publiée de The Historical Register, une « Dédicace au public » enfonce encore le clou, et Fielding programme des pièces résolument opposées au régime telles que l'anonyme A Rehearsal of Kings  (« Répétition de rois ») (mars 1737) et même Polly de John Gay, suite de L'Opéra du gueux, interdit depuis 1729. La rumeur veut qu'il ait lui-même écrit The Golden Rump (« Le Croupion doré »), farce séditieuse que Walpole finit par brandir comme exemple suffisamment subversive pour faire passer sa loi sur la censure (encore qu'il reste un doute sur l'origine réelle de la pièce, peut-être même commanditée par ses soins pour justifier son action).

### Arrêt de la carrière de dramaturge
Fielding ne fut pas seul à précipiter le Stage Licensing Act de 1737, chaque théâtre, à l'exception de Covent Garden, se faisant de plus en plus critique à l'égard du pouvoir. Se mêle aussi à la polémique une suspicion à l'égard du dramaturge, relayée même par Eliza Haywood, comme quoi il aurait abondé dans la critique à des fins mercenaires, espérant que le pouvoir, exaspéré par sa virulence, finirait par le faire taire en lui offrant un poste lucratif ou même l'argent du silence, doute encore accentué par sa disparition soudaine et sans voix après le vote de la loi.
Quoi qu'il en soit, sa carrière de dramaturge s'arrête net, les petites salles n'ayant plus d'avenir et les théâtres officiels retournant à leur torpeur d'antan. Selon Colley Cibber, Fielding s'est immolé sur le bûcher de ses dernières pièces, « mettant le feu à sa propre scène et, par ses écrits, provoquant une loi du Parlement pour finir de la démolir »,. Conflagration et démolition, tabula rasa qui, après un passage météorique ayant révolutionné le genre théâtral, crée d'un coup l'espace le plus fécond pour son œuvre, l'écriture romanesque.

## Fielding et l'opéra-ballade
Contrairement à beaucoup de ses confrères contemporains, par exemple Addison ou Pope, Fielding était fort compétent en musique et, pendant la décennie qu'il consacra au théâtre, composa onze opéras-ballades.

### Un genre parodique

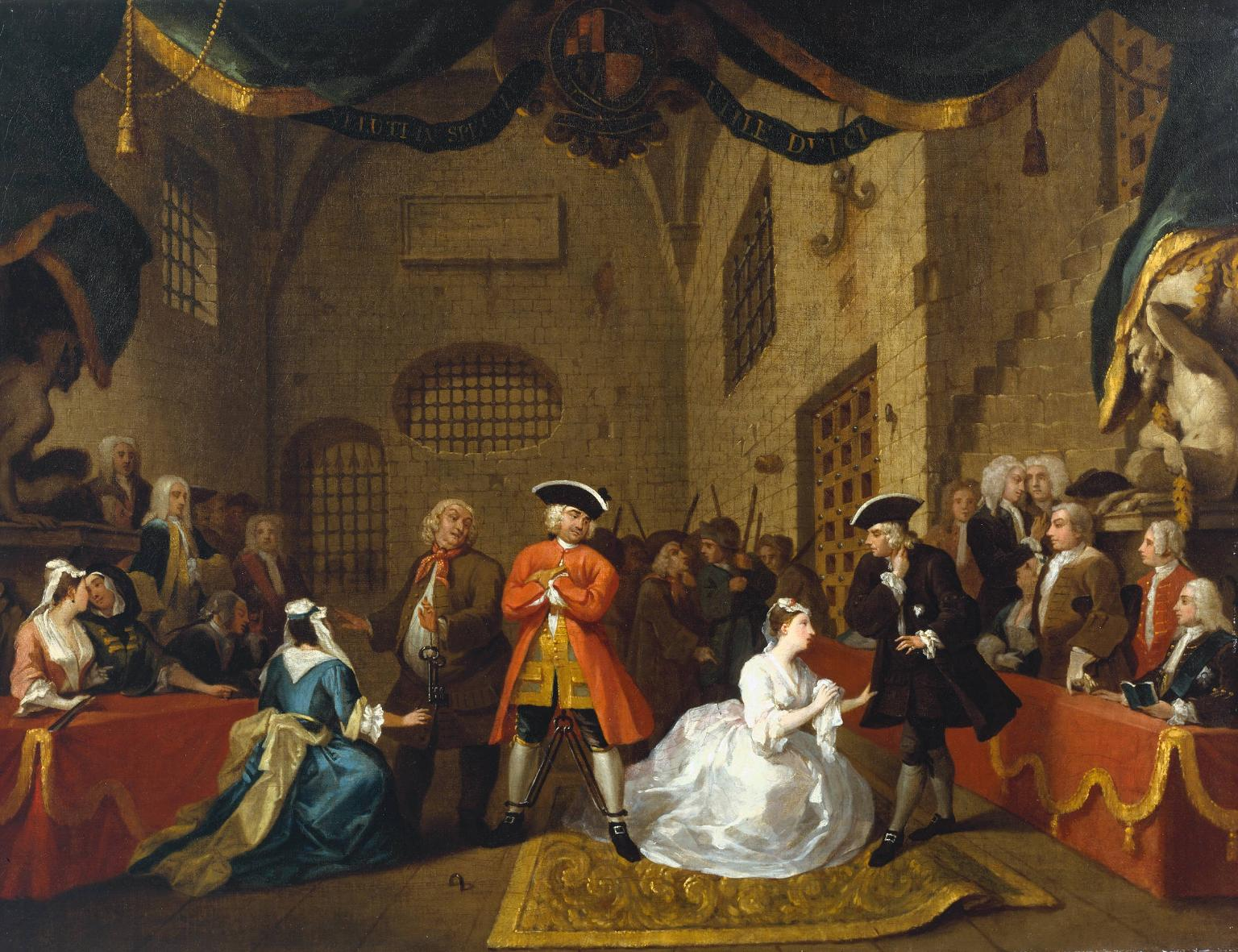
The Beggar's Opera de John Gay, acte III, estampe de William Blake d'après William Hogarth (1790)

Le genre, affermi et popularisé en 1728 par John Gay et Johann Christoph Pepusch avec leur Opéra du gueux, consistait en pièces musicales satiriques suivant certaines des conventions de l'opéra, mais sans récitatifs, que d'ailleurs le public trouvait artificiels et ennuyeux ; les textes étaient mis en musique sur des hymnes religieux, des mélodies d'alors, des airs d'opéras connus, et surtout, sur des romances, des ballads populaires, qui lui ont donné son nom,.
Que Fielding ait pu être attiré vers ce genre est compréhensible, car il relève de la catégorie de la parodie dont se trouvent moult exemples dans ses pièces (Tom Thumb the Gtreat, par exemple, parodie la tragédie héroïque), comme plus tard dans ses romans, Shamela (avril 1741), Joseph Andrews (1742) et Tom Jones (1749). L'opéra de John Gay est un bon exemple, offrant une vision burlesque des modes contemporains, et à la différence de nombre des successeurs de ce parolier de génie, Fielding lui emprunte sa manière insolemment comique de railler les puissants. Du coup, Robert Walpole et ses conseillers réagissent avec colère et interdisent Polly (1729), succédant à L'Opéra du Gueux, de même que The Grub-Street Opera (1731,) et Deborah (1733) que Fielding rédige peu après.
Le gouvernement, cependant, n'est pas la seule cible satirique que les deux dramaturges partagent. Comme l'appellation oxymorique « opéra-ballade » le laisse déjà entendre, il s'agit également d'une réaction comique à l'opera seria, assez semblable dans son principe à l'opera buffa italien ou au Singspiel allemand, voire la future opérette à la française. En réalité, chaque forme s'est affermie grâce à a pollinisation de l'autre, le Singspiel étant en partie né de traductions d'opéras-ballades anglais, John Gay et Fielding se réclamant des comédies en vaudeville de Paris, ancêtre de l'opéra-comique après l'insertion d'introductions et d'airs italialisants dans le style des intermezzi.

### Une réaction contre la musique italienne
Lorsqu'en 1728, John Gay décide de se lancer dans la satire de l'opéra italien, la situation a assez mûri pour recevoir ce traitement : la musique venue d'Italie a envahi Londres, et même Haendel, définitivement installé en Angleterre en 1712 et qui n'apprécie guère John Gay, doit s'y plier, ses compositions en anglais ne commençant vraiment que dans les années 1740 : comme l'écrit Mrs Pendarves à propos de l'opéra Lotario,
| « The present opera is disliked because it is too much studied, and they love nothing but minuets and ballads, in short The Beggar's Opera and Hurlothrumbo are only worthy of applause » | « On n'aime pas cet opéra parce qu'il est trop savant ; les gens n'apprécient que les menuets et ballades ; en bref, pour eux, seuls le Beggar's Opera et Hurlothrumbo valent d'être applaudis » |

Fielding résume bien la situation dans l'épilogue de The Author's Farce, sa première pièce :
| English is now below this learned Town None but Italian Warblers will go down. Tho' Courts were more Polite, the English Ditty Coul'd herefore at least content the City: That, for Italian now has let us drop, And Dimi Cara rings thro' ev'ry Shop. What glorious Thoughts must all our Neighbours nourish, Of us, where rival Operas can flourish. Let France win all our Towns, we need not fear, But Italy will send her Singers here; We cannot buy 'em at a Price too dear. | L'anglais est aujourd'hui indigne de cette ville lettrée Seuls les rossignols italiens sont appréciés. Que la Cour reste plus distinguée, passe encore, Mais la ritournelle anglaise pourrait satisfaire la cité : Elle aussi pour l'italien nous a laissé tomber Et c'est Dimi Cara qui résonne dans chaque échoppe. Quelle glorieuses pensées habitent nos voisins D'un peuple qui laisse prospérer un opéra étranger. Que la France envahisse toutes nos villes, Nous n'en aurions cure ; mais que l'Italie Nous envoie ses chanteurs, nous ne sommes Que trop heureux à en payer le prix. |

Comme le montre cet extrait, si la gent cultivée fait ses délices d'un tel apport, Fielding, lui, s'en trouve vraiment contrarié. Il se plaint que l'opéra italien siphonne le public fortuné et, de ce fait, appauvrit le théâtre national : dans Tumble-Down Dick (1736), il fait dire à un dramaturge « Je ne comprends pas pourquoi un acteur de chez nous, qui s'exprime en notre langue, ne mériterait pas cing cents [livres £), alors qu'un paillard de chanteur italien en touche douze »,.
Sa critique se poursuit même après le Stage Licensing Act, encore plus virulente, car il s'est persuadé que le genre représente un danger pour la nation. Fielding est anglais et se sent tel jusqu'au tréfonds de son être. Les paroles de son chant le plus connu, The Roast Beef of England, composée par le Great Moghul pour sa compagnie de comédiens anglais, affiche son conservatisme culinaire, mais ses goûts musicaux participent de la même veine. S'il se tourne vers la ballade, c'est d'abord pour honorer une vieille forme de chant issu du terroir national, et l'une de ses pièces met en compétition l'italien Signor Cantileno et le brave autochtone ([sic :native) Mr Ballad qui, évidemment, triomphe en remportant le trophée, la gente demoiselle à prendre. D'ailleurs, l'opéra italien lui paraît dangereusement papiste, sentiment partagé par beaucoup d'auteurs, Richard Steele par exemple qui, dans The Tender Husband; or, The accomplished fools. A comedy,(1705), maudit les castrats n'apportant sur le sol anglais que « la papauté, la grand-messe et le jésuitisme ».

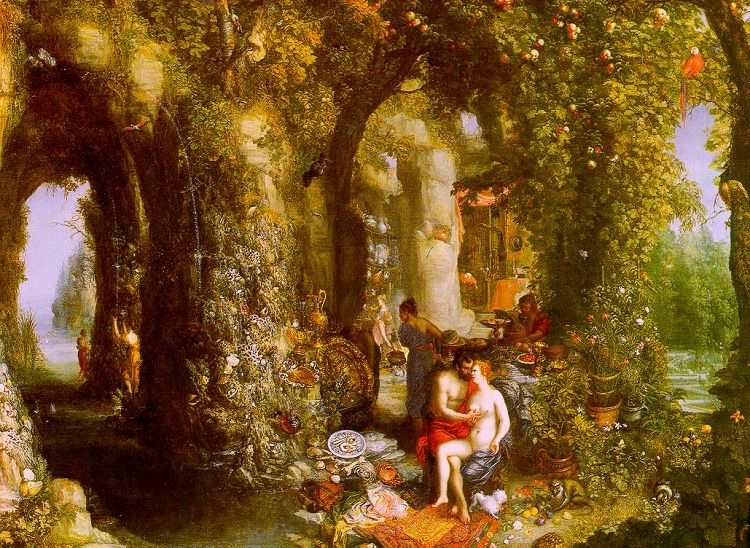
Jan Brueghel l'Ancien, Ulysse et Calypso, 1616, Johnny van Haeften Gallery, Londres.

Outre le danger religieux que représente l'opéra italien, sa beauté efféminée, à la fois envoûtante et destructrice, affadit, voire émascule la nation ; tels Orphée enchantant les rocs, les arbres et les bêtes sauvages ou l'irrésistible sirène attirant Ulysse, elle affaiblit les âmes les mieux trempées, et le risque est grand avec des Farinelli (Carlo Broschi) triomphant sur les scènes, que « la prochaine génération ressemble plus aux enfants d'Italiens criaillant qu'à des Britanniques endurcis »,, et que les canons de la Marine de Sa Majesté soient avantageusement remplacés par des bassons,. D'ailleurs, les femmes ne sont pas en reste : dans The Historical Register for the Year 1736, Fielding met en scène tout un cercle de dames (ladies) clamant leur passion pour les castrats, en particulier pour Farinelli dont, d'ailleurs, elles déforment le nom,, :
| All ladies: "Was you at the Opera, madam, last night?" "Second lady: Who can miss an opera while Farinello [sic] stays?" Third lady: "Sure he is the charmingest creature!" "Fourth lady: "He's everything in the world one could wish!" First lady: "Almost everything one could wish!" | Les dames : « Fûtes-vous à l'opéra, Madame, hier soir ? » Deuxième dame : « Qui manquerait un opéra avec Farinello [sic] ? » Troisième dame : « Au vrai, c'est l'être le plus charmant ! » Quatrième dame :« Il est tout ce dont on puisse rêver ! » Première dame : « Presque tout ce dont on puisse rêver ! » |

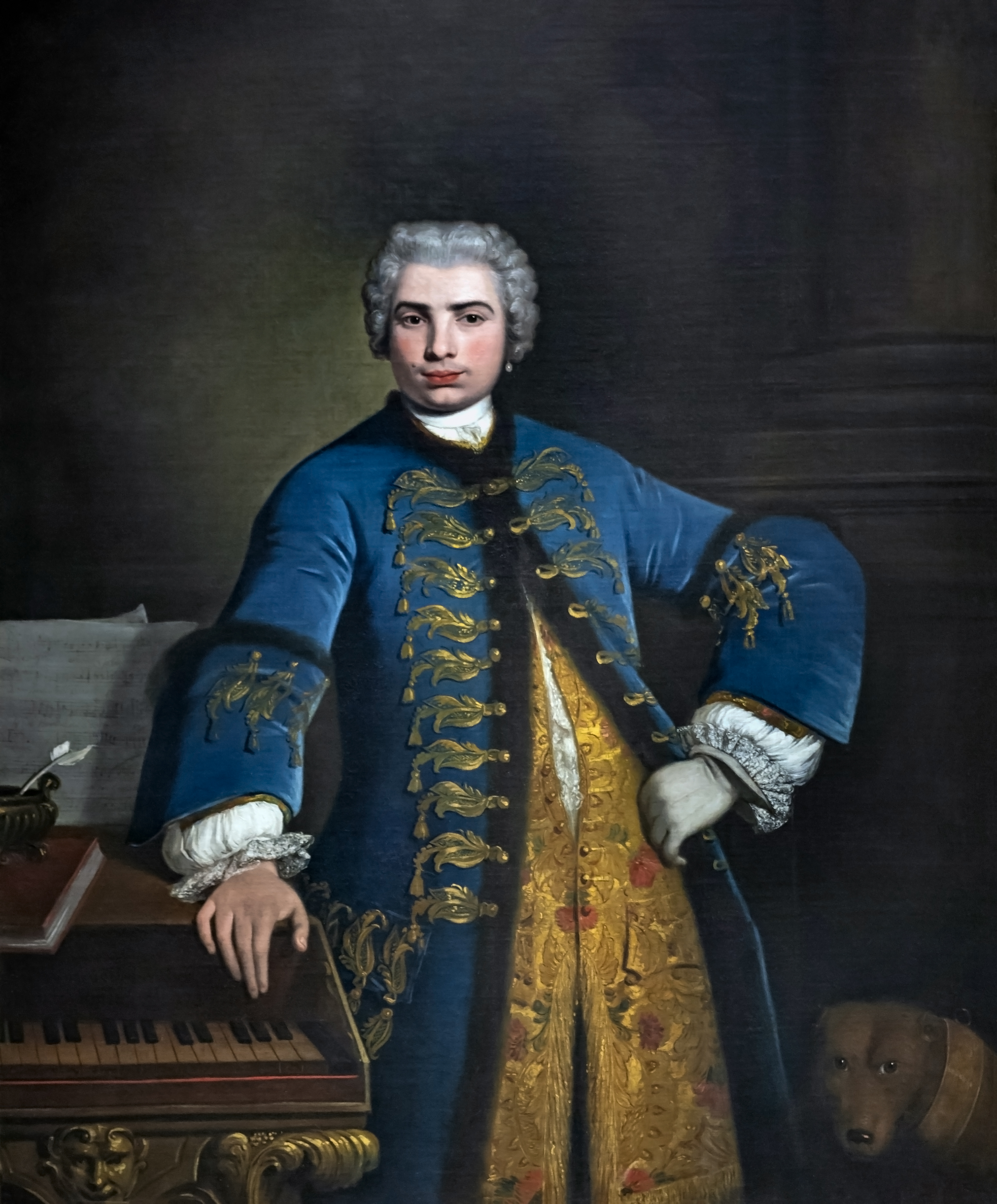
Farinelli en 1734.

En somme, ce que Fielding reproche à l'opéra italien, à la différence de celui de Haendel qu'il trouve, du moins à la fin de sa carrière, « solennel et sublime » (solemn and sublime), c'est que s'il plaît à l'oreille et à la vue, il ne dit rien à l'esprit et fait violence au principe néo-classique que l'art est plus qu'un divertissement. Pour appuyer sa thèse, il se réfère aux Anciens, à Platon lui-même qui assigne à la musique une mission d'éducation et de progrès.

### La fin de l'opéra-ballade à l'anglaise
Le genre de l'opéra-ballade s'est comme imposé à Fielding par son alliance naturelle avec la satire et aussi la liberté qu'il offrait, aucune tradition ne venant imposer de règles, sinon que le chant doit y rester simple pour pouvoir être repris par le public, donc immédiatement agréable et accrocheur, et que l'action reste comique. Aussi, Fielding s'est octroyé toutes les libertés, comme le spectacle de marionnettes dans The Author's Farce, Don Quixote in England, ou The Welsh Opera. Si les paroles restent immanquablement satiriques, car écrites par l'auteur, le choix de la musique peut varier à l'infini, passant d'un air à l'autre en une soirée, parfois laissé à l'improvisation des acteurs ; le répertoire populaire se transmettant oralement de génération en génération, les airs sont connus de tous, si bien que les versions imprimées ne contiennent en général que la première ligne des partitions. D'ailleurs, une grande partie en est aujourd'hui perdue, à l'exception de quelques ouvertures composées par Pepusch.
Emporté par son succès, l'opéra-ballade de Fielding en a aussi été la victime : comme toutes ses pièces, sa satire est devenue de plus en plus virulente à l'égard du pouvoir, surtout à partir de 1734, année des élections législatives, de réformes drastiques du code des impôts, si bien que, critiqué par l'opposition whig comme par les tories, l'appareil de Westminster s'est senti vaciller. Se faire brocarder par les théâtres de la couronne comme par les petites salles moins officielles devait prendre fin. La mise en scène de The Historical Register for the Year 1736 et de Eurydice Hiss'd, d'ailleurs jointes l'une à l'autre et fusant de caricatures humoristiques à l'égard de certains des membres les plus influents du cabinet, enfin celle de The Golden Rump, mordante, offensive et jugée subversive, précipite la mise en œuvre de la loi : le Stage Licensing Act de 1737 est promulgué, interdisant toute satire envers le gouvernement, l'administration et le roi, fermant tous les théâtres à l'exception de  Drury Lane et de Haymarket, ce qui a pour effet secondaire d'éliminer la fructueuse compétition entre les diverses scènes de la capitale et de mettre un terme à la prodigieuse floraison de nouvelles formes théâtrales ayant surgi au cours de la précédente décennie,. Du coup, non seulement la loi met fin à la carrière théâtrale de Fielding, mais tue par la même occasion le genre de l'opéra-ballade qui, à part quelques velléités de fin de siècle, se mue en d'autres formes musicales, dont les plus illustres représentants sont sans doute Gilbert et Sullivan, et bannissant l'humour de la scène, abandonne la place au théâtre sentimental et, comme pour Defoe, Richardson et Fielding, conduit les auteurs au roman.

#### Recueils des œuvres scéniques
- (en) Henry Fielding, The Complete Works of Henry Fielding, New York, Croscup & Sterling co., 1902, William Ernest Henley éd..
- (en) Henry Fielding et Henry Knight Miller, Miscellanies, 1, Oxford, Oxford University Press, 1972.
- (en) Henry Fielding, Plays, vol. 1 (1728–1731), Oxford, Clarendon Press, 2004, Thomas Lockwood éd..
- (en) Henry Fielding et Thomas Lockwood (dir.), Plays, vol. 2 (1731-1734), Oxford, Clarendon Press, 2007.
- (en) Henry Fielding et W. B. Coley (dir.), The True Patriot and Related Writings, Middletown, Ct., Wesleyan University Press, 1987.
- (en) Henry Fielding et M. C. Battestin (dir.), The Craftsman. New Essays by Henry Fielding : His Contributions to the Crafstman (1724-1739) and Other Journalism, Vharlottesville, VA, University Press of Virginia, 1989.
- (en) Henry Fielding et H. Amory (dir.), A Journey from this World to the Next, Miscellanies by Henry Fielding, Esq., vol. 2, Middletown, Ct., Wesleyan University Press, 1993b.
- (en) Henry Fielding et H. Amory (dir.), The Wedding Day, Miscellanies by Henry Fielding, Esq., Middletown, Ct., Wesleyan University Press, 1993c.

#### Ouvrages généraux
- (en) John Genest, Some Account of the English Stage, from the Restoration in 1660 to 1830, vol. 3, Bath, 1832.
- (en) Allardyce Nicoll, A History of English Drama, 1660–1900, vol. 2, Cambridge, Cambridge University Press,, 1952.
- (en) Arthur Scouten, The London Stage 1660–1800, Carbondale, Southern Illinois University Press, 1961.
- (en) R. Paulson (éditeur), A Collection of Critical Essays, New Jersey, Prentice Hall, coll. « Twentieth Century Views », 1962, 185 p., « Fielding ».
- (en) John Loftis, The Politics of Drama in Augustan England, Oxford, Clarendon, 1963.
- (en) Frederick Bateson, English Comic Drama 1700–1750, New York, Russell & Russel, 1963.
- (en) R. Paulson (éditeur), The Critical Heritage, Londres, Routledge and Kegan Paul, 1969, 453 p., « Henry Fielding ».
- (en) George Speaight, The History of the English Puppet Theatre, Carbondale, Southern Illinois University Press, 1990, 366 p.
- (en) Claude Rawson (éditeur scientifique), The Cambridge Companion to Henry Fielding, Cambridge, Cambridge University Press, 2007, 202 p. (ISBN 978-0-521-67092-0 et 0-521-67092-6).

#### Ouvrages spécifiques

##### Vie de Fielding
- (en) Arthur Murphy, The Works of Henry Fielding, Esq., vol. 4, Londres, Andrew Millar, 1762, « Essay on the Life and Genius of Henry Fielding, Esq. ».
- (en) Wilbur Cross, The History of Henry Fielding, New Haven, Yale University Press, 1918.
- (en) F. Home Dudden, Henry Fielding : his Life, Works and Times, Hamden, Conn., Archon Books, 1966.
- (en) Hamilton Macallister, Fielding, Londres, Evans, coll. « Literature in Perspective », 1967, 140 p. (Voir particulièrement chapitres VII et VIII)
- (en) G. J. Raussen, Henry Fielding, Londres, Routledge and Kegan Paul, coll. « Profiles in Literature », 1968, 162 p..
- (en) Pat Rogers, Henry Fielding : A Biography, New York, Scribner's, 1979.
- (en) James Harris, Clive D. Probin, The Sociable Humanist: The LIfe and Works of James Harris (1709-1780), Oxford, Oxford Clarendon Press, 1991, « An Essay on the Life and Genius of Henry Fielding, Esq. ».
- (en) Richard Dutton, Mastering the Revels : The Regulation and Censorship of English Renaissance Drama, Londres, Palgrave Macmillan, 1991 (ISBN 0-87745-335-7).
- (en) Martin Battestin et Ruthe Battestin, Henry Fielding : a Life, Londres, Routledge, 1993.
- (en) Harold Pagliaro, Henry Fielding : A Literary Life, New York, St Martin's Press, 1998.
- (en) Ronald Paulson, The Life of Henry Fielding : A Critical Biography, Malden, Blackwell Publishing, 2000.

##### Théâtre de Fielding
- (en) James Theodore Hillhouse, The Tragedy of Tragedies; or, The Life and Death of Tom Thumb the Great, New Haven, Yale University Press, 1918.
- (en) Banerji, H. K., Henry Fielding : Playwright, Journalist and Master of the Art of Fiction, Oxford, Oxford University Press, 1929.
- (en) Edgar Roberts, Huntington Library Quarterly, 1963, chap. 27 (« Fielding's Ballad Opera, The Lottery and the English State Lottery of 1731 »), p. 39–52.
- (en) Charles Woods, The Author's Farce, Lincoln, University of Nebraska Press, 1966, « Introduction ».
- (en) Edgar Roberts, Philological Quarterly, 1966, chap. 45 (« Mr. Seedo's London Career and His Work with Henry Fielding »), p. 179–190.
- (en) Hamilton Macallister, Fielding, Londres, Evans, coll. « Literature i, perspective », 1967, 140 p. (Voir particulièrement chapitres VII et VIII)
- (en) G. J. Raussen, Henry Fielding, Londres, Routledge and Kegan Paul, coll. « Profiles in Literature », 1968, 162 p..
- (en) Edgar Roberts, The Eighteenth-Century English Stage, éd. Kenneth Richards and Peter Thomason, Londres, 1972, « The Songs and Tunes in Henry Fielding's Ballad Operas », p. 29–49.
- (en) Bertrand Goldgar, Walpole and the Wits, Lincoln, University of Nebraska Press, 1976.
- (en) Robert D. Hume, The Golden & the Brazen World : Papers in Literature and History, 1650–1800, Berkeley, University of California Press, 1985, John Wallace éd., « Henry Fielding and Politics at the Little Haymarket, 1728–1737 ».
- (en) Robert D. Hume, Henry Fielding and the London Theatre, 1728-1737, Oxford, Clarendon Press, 1988.
- (en) Albert Rivero, The Plays of Henry Fielding : A Critical Study of His Dramatic Career, Charlottesville, University Press of Virginia, 1989, 170 p. (ISBN 0-8139-1228-8 et 978-0813912288, lire en ligne)
- (en) James Harris, Clive D. Probin, The Sociable Humanist: The LIfe and Works of James Harris (1709-1780), Oxford, Oxford Clarendon Press, 1991, « An Essay on the Life and Genius of Henry Fielding, Esq. ».
- (en) Jill Campbell, Natural Masques : Gender and Identity in Fielding's Plays and Novels, Stanford, Stanford University Press, 1995.
- (en) Tiffany Potter, Honest Sins : Georgian Libertinism & the Plays & Novels of Henry Fielding, Londres, McGill-Queen's University Press, 1999.

##### L'opéra-ballade
- (en) L. J. Morrissey, Eighteenth-Century Studies 4.4, Pomona, JSTOR, Richard Stockton College of New Jersey, 1971, « Henry Fielding and the Ballad Opera », p. 386-402.
- (en) J. A. Winn, Unsuspected Eloquence : A History of the Relations Between Poetry and Music, New haven, Conn., Yale University Press, 1981.
- (en) Susan Aspden, Journal of the Royal Musical Association, 122, 1, 1997, « Ballads and Britons: Imagined Community and the Continuity of English Opera », p. 24-51.
- (en) X. Cervantes, Restoration and Eighteenth-Century Theatre Research, 13,1, 1998, « Tuneful Monsters: The Castrati and the London Operatic Public, 1667-1737 », p. 1-24.
- (en) V. Rumbold, More Solid Learning: New Perspectives On Alexander Pope's Dunciad, Lewisburg, PA., C. Ingrassia and C. N. Thomas, Bucknell University Press, 2000, « Ideology and Opportunism: The Role of Haendel in Pope's The Dunciad in Four Books », p. 62-80.
- (en) V. Rogers, Writing Plays in the Sing-Song way: Henry Fielding, Ballad Operas and Early Musical Theatre in Eighteenth-Century London, Los Angeles, University of Southern Carolina, 2007.
- (en) Charles Trainor, Journal of English Studies, vol. 7, New York, Sienna College, 2009, « Fielding and Italian Opera », p. 83-94.

#### Autres aspects
- (en) George Bernard Shaw, Complete Plays with Prefaces, vol. 3, New York, Dodd, Mead, 1963.
- (en) G. J. Raussen, Henry Fielding, Londres, Routledge and Kegan Paul, coll. « Profiles in Literature », 1968, 162 p..
- (en) Thomas R. Cleary, Henry Fielding, Political Writer, Waterloo, Ontario, Wilfrid Laurier University Press, 1984.
- (en) John Richetti, Felicity Nussbaum (édition) et Laura Brown (édition), The New English Century : Theory, Politics, English Literature, Londres, Routledge, 1987, « Representing the Underclass: Servants and Proletarians in Fielding and Smollett ».
- (en) John Richetti, Eighteenth Century Fiction, vol. 2, Londres, 1990, « The Old Order and the New Novel of the Mid-Eighteenth Century Fiction: Narrative Authority in Fielding and Smollett », p. 99-126.
- (en) Bertrand Goldgar, « Fielding and the Whores of London », Philological Quarterly, vol. 64,‎ 1985, p. 265–273.

## Citations originales de Fielding
1. ↑  « for I believe I may boast that none ever appeared so early on the Stage ».
2. ↑  « divert, instruct, and mend Mankind ».
3. ↑  « But of what use is a bill of fare to any entertainment, where the guests are not left to their choice what part they will pick at, but are oblig'd to swallow the whole indifferently? ».
4. ↑  « lying, flattering, dissembling, promising, deceiving and undermining ».
5. ↑  « By the Great Mogul's Company of English Comedians ».
6. ↑  « I can't see why a player of our oxn country, and in our own language, should not deserve five hundred, sooner that a saucy Italian singer twelve ».
7. ↑  « the next age […] may be more like the children of squeaking Italians than hardy Britons ».

## Citations originales des commentateurs
1. ↑  « scenes of fancy and allegoric humour, pictures of human Life Extravagance and Nature, ye highest humour imaginable occasionally interspersed with a large mixture of bitter sarcasm and personal satire, respecting ye leading Persons and Measures of the times ».
2. ↑  « separation from the theatre was a forced one, but the expulsion was fortunate, freeing him from a relationship and commitment that had always been in some sense against the grain ».
3. ↑  « The paradox is that in turning from prestigious to popular modes of drama, Fielding also made his creative breakthrough, releasing his genius for theatrical havoc from the strictures of conventional form ».
4. ↑  « Fielding […] anticipates the modernisme of Pirandello, or Ionesco and the theatre of the absurd ».
5. ↑  « Tom Thumb does for high literature what The Author's Farce does for low ».
6. ↑  « a drunken, snuff-bedaubed plagiarist […] [who has] banished all sense from the stage ».
7. ↑  « this beautiful lne, which ought […] to be written in Gold ».
8. ↑  « heaving Breasts […] beat Alarms of Joy ».
9. ↑  « those infallible proofs, her pouting swelling breasts ».
10. ↑  « false, infamous, scandalous, seditious and treasonable ».
11. ↑  « the solitary upholder of Virtue and Wit in a periode when theatre is otherwise nothing bue Gaierty and Art ».
12. ↑  « set fire to his stage, by writing up to an an Act of parliament to demolish it ».